# Elisabeth Holz-Averdung
Elisabeth Holz-Averdung (* 13. Mai 1911 in Berlin; † 30. Januar 1970 ebenda) war eine deutsche Malerin.

## Leben und Werk
Elisabeth Holz-Averdung besuchte ab 1925 in Berlin eine private Zeichenschule und studierte von 1929 bis 1933 bei Hans Meid an den Vereinigten Staatsschulen für freie und angewandte Kunst. Danach arbeitete sie in Berlin als freischaffende Malerin. Aus dem Januar 1932 ist ein von ihr gestaltetes Titelblatt des Heftes 4 der Zeitschrift UHU bekannt.
Sie schuf in ihrer DDR-Zeit eine Anzahl Porträts von Personen, die in der DDR als politische Vorbilder galten, sowie Stillleben und Landschaftsbilder. Das von ihr 1953 gezeigte Tafelbild „Verdiente Ärztin des Volkes Dr. Helga Wittbrodt“ wurde damals in der SED-Zeitschrift „Einheit“ gerügt, weil die Schatten und farbigen Nuancen ihres Arztmantels „in ausgesprochenen Schmutztönen auf das Bild gespachtelt“ seien. „Es handelt sich hier nicht um ein technisches Problem, sondern um ein ideologisch-ästhetisches.“
Elisabeth Holz-Averdung war mit dem Maler Joe Averdung verheiratet.

## Fotografische Darstellung Elisabeth Holz-Averdungs
- Abraham Pisarek: Mehrere Fotos von Elisabeth Holz-Averdung, u. a. Elisabeth Holz-Averdung mit Mann beim Betrachten von Bildern[4]

## Werke (Auswahl)

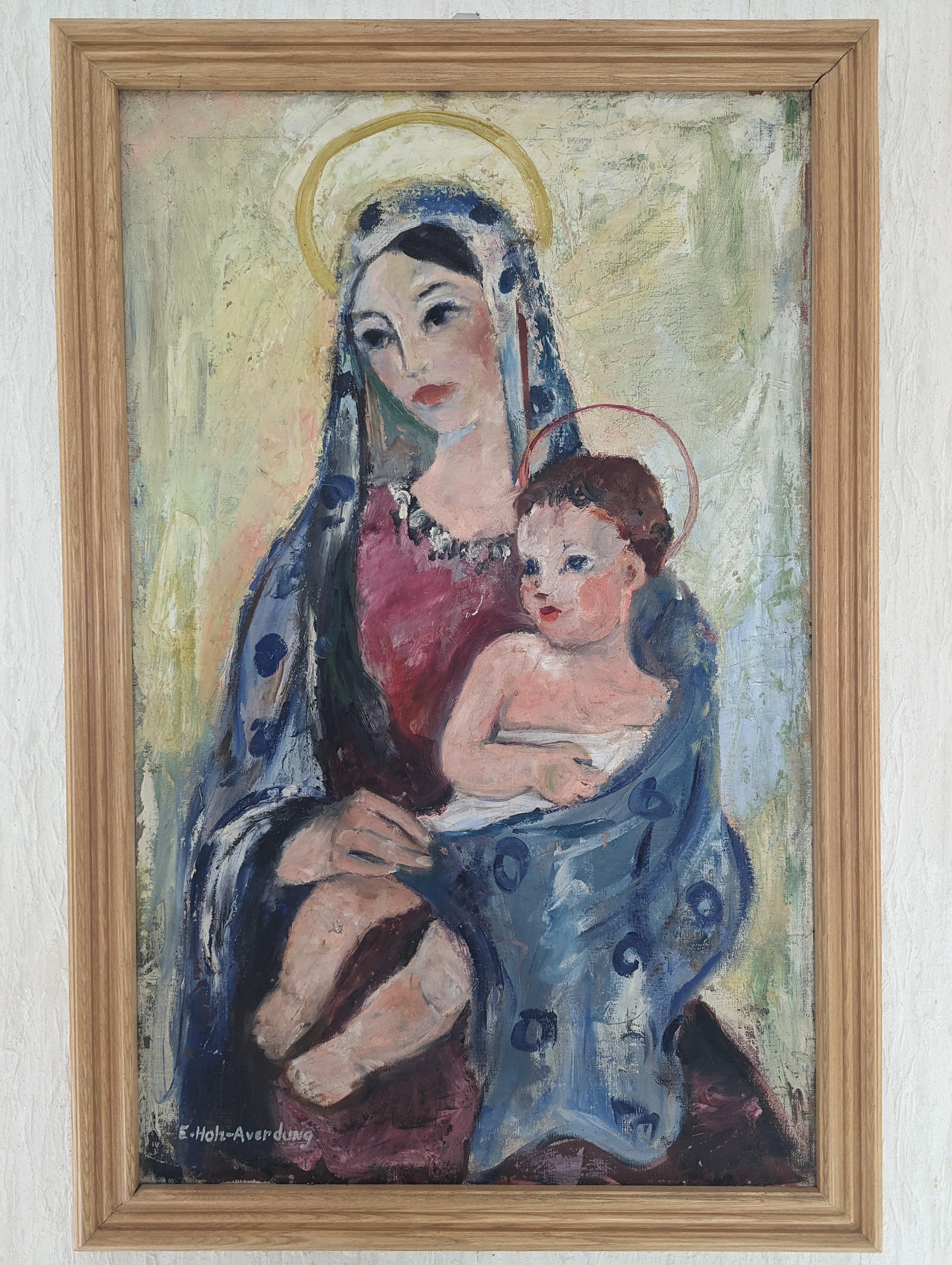
Maria mit Kind (E. Holz-Averdung)

### Tafelbilder (Auswahl)
- Der Aktivist Paul Balfans (vor 1953, Öl, 85 × 95 cm; auf der Wanderausstellung „Berliner Künstler“)

- Pioniere begrüßen Rosa Thälmann (1953, Öl, 120 × 150 cm; auf der Dritten Deutschen Kunstausstellung)[5]
- Stillleben (1958/1959, Öl; auf der Vierten Deutschen Kunstausstellung)[6]
- Ein Sommertag (um 1965)[7]
- Ludwig Turek (Öl; auf der Vierten Deutschen Kunstausstellung)[8]
- Maria mit Kind (Öl; ausgestellt beim Maria-Martha-Schwestern e. V., Senheim (Mosel))

### Buchillustrationen (Auswahl)
- Leo Menter: Ludwig Börne. Meister des Wortes und Kämpfer für Recht und Freiheit. Biographie. Kongress-Verlag, Berlin, 1954  (Reihe „Deutsches Erbe“)
- Elfriede Brüning Damit du weiterlebst. Mitteldeutscher Verlag, Halle (Saale)

## Ausstellungen (unvollständig)

### Einzelausstellungen
- 1959 und 1966: Berlin

### Teilnahme an zentralen und wichtigen regionalen Ausstellungen in der sowjetischen Besatzungszone bzw. der DDR
- 1947: Berlin („Junge Generation. Werke des Nachwuchses“)
- 1951/1952: Berlin, Museumsbau am Kupfergraben („Künstler schaffen für den Frieden“)
- 1952: Bautzen, Görlitz und Zittau (Wanderausstellung „Berliner Künstler“)
- 1953 und 1958/1959: Dresden, Dritte und Vierte Deutsche Kunstausstellungen
- 1957 und 1958: Berlin, Bezirkskunstausstellungen
- 1980: Berlin, Galerie am Prater („Retrospektive Berlin“)